# Prescott Bush
Prescott Sheldon Bush, född 15 maj 1895 i Columbus, Ohio, död 8 oktober 1972 i New York, var en amerikansk affärsman och politiker (republikan), senator för delstaten Connecticut 1952–1963. Han tillhörde släkten Bush och var far till George H.W. Bush, USA:s president 1989–1993, samt farfar till George W. Bush, USA:s president 2001–2009, och Floridas tidigare guvernör Jeb Bush. Efter att ha arbetat som bankman på Wall Street representerade han Connecticut i USA:s senat från 1952 till 1963.

## Uppväxt, utbildning samt yrkesverksamhet under ungdomen
Prescott Bush föddes som ett av fem barn till Samuel P. Bush och hustrun Flora. Fadern var en förmögen industriman och chef för Buckeye Steel Casting i Columbus, Ohio som tillverkade delar för järnvägsvagnar.
Sonen Prescott Bush studerade på St George's School nära Newport, Rhode Island. Han var tidigt golfintresserad och blev senare president i United States Golf Association, det amerikanska golfförbundet. Bush tog sedan examen från Yale College i New Haven Connecticut. Han tjänstgjorde som artilleriofficer i USA:s armé under första världskriget och tjänstgjorde vid västfronten i Frankrike. Efter kriget arbetade han för flera företag och blev en mindre delägare i investeringsbanken A. Harriman & Co. 1931. Han tjänstgjorde på flera stora kontor i United States Golf Association och han var också ordförande för den organisationen. Bush kom att bosätta sig i Connecticut 1925.

## Sociala frågor
Prescott Bush var politiskt aktiv i sociala frågor. Han var involverad i American Birth Control League så tidigt som 1942, och fungerade som kassör för den första rikstäckande kampanjen Planned Parenthood 1947.
Bush stödde tidigt United Negro College Fund och han blev 1951 ordförande för dess filial i Connecticut.

## Politiskt liv
Från 1947–1950 var han  ordförande i Connecticuts finansutskott och var republikansk kandidat till den amerikanska senaten 1950. En kolumnist i Boston sade att Bush "kommer att bli känd som president Trumans Harry Hopkins. Ingen känner Mr. Bush och han har inte en kines chans." (Harry Hopkins hade varit en av Franklin D. Roosevelts närmaste rådgivare.) Bushs band med Planned Parenthood skadade honom också i starkt katolska Connecticut, och var grunden för en sistaminutenkampanj i kyrkor av Bushs motståndare; familjen förnekade kraftfullt sambandet, men Bush förlorade mot senator William Burnett Benton med endast 1 000 röster.
Prescott Bush sökte revansch mot senator Benton 1952, men drog sig tillbaka när partiet vände sig till William Purtell. Senator Brien McMahons död senare samma år skapade dock en vakans och den här gången nominerade republikanerna Bush. Bush vann valet till senaten i ett specialval 1952 och besegrade på mållinjen den demokratiske kandidaten Abraham A. Ribicoff. 
Den 2 december 1954 var Prescott Bush en del av den stora (67–22) majoriteten som kritiserade Wisconsins republikanske senator Joseph McCarthy efter att McCarthy hade givit sig på den amerikanska armén och Eisenhower-administrationen. Under debatten som ledde till misstroendevotumet sa Bush att McCarthy har "orsakat farliga splittringar bland det amerikanska folket på grund av sin attityd och den attityd han har uppmuntrat bland sina anhängare: att man inte kan ha några ärliga meningsskiljaktigheter med honom. Antingen måste du följa senator McCarthy blint, utan att våga uttrycka några tvivel eller meningsskiljaktigheter om något av hans handlingar, eller måste du vara en kommunist i hans ögon, eller en kommunistsympatisör eller en dåre som har blivit lurad av den kommunistiska linjen."
Bush besegrade den demokratiske kandidaten Abraham Ribicoff och valdes in i senaten.  Han var också delaktig i att skriva det republikanska valprogrammet för 1956 års lyckade valkampanj. 
I senaten stödde Bush starkt president Dwight D. Eisenhower och hjälpte till att anta en lagstiftning för att skapa Interstate Highway System. Han var  anhängare av fiskal ansvarsfullhet och Eisenhowers internationalistiska republikanism. Bush var en viktig allierad för genomförandet av Eisenhowers Interstate Highway System, och under sin tid stödde han Polaris ubåtsprojekt (byggt av Electric Boat Corporation i Groton, Connecticut), upprättande av Fredskåren, och röstade för Civil Rights Act 1957 och 1960. Han omvaldes 1956 med 55 % av rösterna framför demokraten Thomas J. Dodd (senare amerikansk senator från Connecticut och far till Christopher J. Dodd). Eisenhower hade senare tagit med Prescott Bush på en odaterad handskriven lista över potentiella kandidater som han gynnade för 1960 års republikanska presidentnominering. Bush vann omvalet 1956, men avböjde att delta i omvalet 1962, och drog sig tillbaka från senaten året därpå.
Bush har anklagats för att ha haft affärer med Nazityskland fram till 1942.